# KfW
KfW 금융 그룹은 독일 프랑크푸르트에 본사를 둔 독일 정부 소유의 개발 은행이다. 명칭은 원래 신용 회복 기관을 의미하는 ′Kreditanstalt für Wiederaufbau(금융기관의 재건/부흥)로부터 유래하였다. 마셜 플랜의 일환으로 제2차 세계 대전 이후 1948년에 설립되었다. 독일의 연방정부(80%)와 독일의 주정부(20%)가 지분을 나눠 소유하고 있다. 5명의 관리위원회가 KfW를 지휘하는데 위원장이 울리히 슈뢰더이다. 아울러 37명으로 구성된 감독위원회의 지시를 받는데 독일 연방 금융 총리인 볼프강 쇼이 블레가 현재 의장을 맡고 있다.

## 설립
독일재건은행은 2차 세계대전 후 황폐화된 독일 경제를 복구하고 마샬 원조자금을 관리하기 위해 설립된 공적 금융기관이다. 설립 초기의 업무는 경제를 부흥시키는데 필요한 자금을 지원하는 것으로 다른 금융기관이 공급하기 힘든 자금이나 국내 기업체의 수출 관련 자금 등을 취급하였다.

## 역사
1948~1953년은 전쟁 후 서독 재건을 위한 원조자금을 취급하고 그것을 배분하였다. 당시 시급했던 생활필수품 부문과 주택건설 부문에 자금을 투입하고 원자재 제조 및 에너지 발전 부문에도 투입하였다.

1954~1960년은 독일 경제가 어느 정도 안정을 찾게 되어 독일재건은행은 성장기반 조성을 지원하는데 재원을 투입하여 지속성장을 위해 노력하였다. 아울러 구조적으로 낙후된 지역을 지원하고 독일기업의 해외수출을 촉진하였다.

1960년대는 국내 경제가 꾸준히 성장함에 따라 독일재건은행은 국제사회의 참여에 관심을 갖게 되었다. 국내 산업 관련 업무 외에 개발도상국을 지원하는 업무 등도 담당하였다.

1970년대와 1980년대는 브레튼 우즈 체제 붕괴와 오일쇼크로 세계 경제가 불안해짐에 따라 독일재건은행은 국내 경제 지원에 다시 집중하게 되었다. 산업정책 금융 부서를 신설하고 중소기업 지원제도를 시행하였다. 이 밖에 외화자금 조달을 위해 미국에 자회사를 설립하기도 하였다.

1990년대에는 독일재건은행이 독일 통일에 많은 기여를 하였다. 동독지역 투자활성화를 위하여 산업투자, 주택현대화, 공공부문에 자금을 지원하였고, 중소기업지원, 환경보호지원 등도 담당하였다. 아울러 동독지역에 여러 보증기관을 설립하고, 동독국립은행의 중앙은행으로서의 기능 중 일부를 인수하였으며 구동독의 부채 처리를 지원하였다. 동독 조선산업에 보조금을 지급하고 동독기업들에 대한 자문도 실시하였다.

2000년대에 독일재건은행은 그 기능을 더욱 확대하였다. 산업개발을 촉진하고 교육진흥을 지원하였으며 수출지원도 꾸준히 유지하였다. 공기업과 독일통신, 독일우정국 등의 민영화를 지원하고 유럽금융기관들과 함께 프로젝트에 참여하고 개발도상국이나 체제전환국에 대한 협력도 지원하였다. 이 밖에 융자상담, 기업경영에 관한 조언, 사업연계 지원 등의 다양한 자문 활동도 하였다.

## 운영 및 기능
KfW 금융 그룹은 주로 연방 정부가 보증하는 채권을 통해 자본 시장에서의 대출 수요의 90 % 이상을 제공한다. 공공기관이어서 법인세를 면제받고 공공 주주로부터 대가 없는 자본을 받기 때문에 시중은행보다 낮은 금리로 대출을 제공한다. 일반적으로, KfW는 기업이나 개인에게 직접 돈을 빌려주지 않지만, 시중 은행에게 낮은 금리와 장기 만기로 자산의 유동성을 제공한다. 최근 독일재건은행은 기존의 기능을 포함하여 다양한 기능과 역할을 담당하고 있는데 공법이 정하는 지방기관이나 특수 목적 단체 지원, 통일 관련기구의 관리, 유럽연합 이외의 국가들과의 수출금융 등으로 지원대상 확대 등이 있다.

## 자회사 및 그룹 단위

### 주거 및 환경
KfW의 가장 큰 사업체 단위인 KfW Förderbank (KfW의 판촉 은행)은 독일의 주거문제와 환경보호문제를 위해 자금을 지원한다. 특히 에너지 효율적인 집에 대한 지원이 특히 활발하다. KfW Förderbank가 정한 가정집에 대한 에너지 효율정 기준(KfW-60 and KfW-40)이 독일의 표준이 되었다. 이 외에도 태양전지 에너지 부문에 지원을 한다.

### 중소 기업
KfW Mittelstandsbank (KfW의 중소기업 은행)은 두 번째로 큰 사업체 단위로, 개별 기업가와 신생 기업을 포함한 중소기업을 지원한다. 또한 자금 운용과 메자닌형 자금 조달도 제공한다.

### 개발 원조
KfW Entwicklungsbank (KfW의 개발 은행)은 개발도상국의 정부, 공공 기업 및 소액 대출과 SME 판촉에 종사하는 상업 은행에 자금을 제공한다. 각 개발도상국의 자본 수입에 따라 다른 액수의 자금 지원을 제공한다. 이 밖에 보건, 교육, 농업, 임업, 고체 폐기물 관리 등에도 관여하고 있다.

### 수출 및 수입 금융
KfW의 금융 그룹의 가장 큰 자회사인 IPEX 은행은 독일이나 유럽 수출에 관련된 프로젝트 자금과 기업 자금을 지원한다. 독일 내의 해외 투자도 지원한다. 2008년에 법적으로, 재정적으로 독립하였으며 항만, 공항, 도로, 교량, 터널, 철도, 선박, 비행기, 통신, 에너지, 제조 등에 관한 지원을 담당하고 있다.

또다른 자회사인 독일 투자 공사 (DEG)는 개발도상국에 투자하는 민간 기업들에게 대출을 제공한다. 주요 담당 분야는 금융, 농업 관련 사업, 재생 에너지, 통신, 제조이다.

## 참고자료
- 김명식 〈독일재건은행의 역할 변천 과정에 관한 연구〉(2012)